# 周波数割当計画
周波数割当計画（しゅうはすうわりあてけいかく）は、電波法に基づき、周波数を公表する総務省告示である。

## 構成
第1 総則
第2  周波数割当表
第1表 8.3kHz - 27500kHz
第2表 27.5MHz - 10000MHz
第3表 10GHz - 3000GHz
国内周波数分配
別表
別表 1-1 ～ 別表 2-3
別表 3-1～別表 3-4
別表 3-5～別表 11-3
国際周波数分配の脚注
第3 超広帯域無線システムの無線局の周波数表
第4 特定基地局の開設計画の認定において指定された周波数

## 概要
電波法第26条第1項には、「総務大臣は、免許の申請等に資するため、割り当てることが可能である周波数の表を作成し、これを公衆の閲覧に供するとともに、公示しなければならない」とある。
この周波数の表が本告示である。
本告示の制定前は、電波法施行規則に毎奇数月の1日現在における周波数の状況を表示する周波数表を公表するものと規定していた。
内容
電波法第26条第2項には、割り当てることが可能である周波数ごとに次に掲げる事項を記載するものとされる。 
1. 無線局の行う無線通信の態様
2. 無線局の目的
3. 周波数の使用の期限その他の周波数の使用に関する条件
4. 特定基地局に指定された周波数であるときは、その旨
5. 放送局に係る周波数にあつては、次に掲げる周波数の区分の別
イ　放送局に専ら又は優先的に割り当てる周波数
ロ　イに掲げる周波数以外のもの

促音の表記は原文ママ

## 閲覧
電波法施行規則第21条により、次の場所で行う。
1. 総務省総合通信基盤局
2. 総合通信局（沖縄総合通信事務所を含む。）

また、インターネットによっても行う。

## 沿革
2000年（平成12年）- 平成12年11月30日郵政省告示第746号制定
2009年（平成21年）- 平成20年12月24日総務省告示第714号による全部改正の1月1日施行
2013年（平成25年）- 平成24年12月25日総務省告示第471号による全部改正の1月1日施行
2021年（令和3年）- 令和2年12月22日総務省告示第411号による全部改正の1月1日施行
2025年（令和7年）- 令和6年12月27日総務省告示第472号による全部改正の1月1日施行